# Ferbli
A ferbli magyar kártyajáték. Szomaházy István - a híres Kártya - kódex (1898) szerkesztője ezt írja róla: „Ez a speciális magyar játék, melynek a póker csak rossz másolata, épp úgy hozzátartozik a régi világhoz, mint a cigánnyal való búcsúzás, mint a kifogyhatatlan anekdotázó kedv.”

## Játékleírás
Magyar kártyával játszhatják ketten, hárman, négyen vagy öten. A játék célja a bank elnyerése, jobb lapkombinációval vagy az ellenfél feladásra kényszerítésével (blöff). 

A lapkombinációk erősorrendjét összetételük, pontértékük, színük illetve legrangosabb lapjaik döntik el az alábbiak szerint. A színek csökkenő sorrendje: piros, tök, zöld, makk. Lapok pontértéke (csökkenő rangsorrend szerint): ász-11; király-10; felső-10; alsó-10; X-10; IX-9; VIII-8; VII-7.

A lapkombinációk 4 lapból alakulnak ki, de a lapértékelés szempontjából csak bizonyos lapalakzatok dominálnak. Ezek a következők lehetnek (csökkenő erősségi sorrendben).

### Lapalakzatok

#### Girigáré
Kicsi (ez az erősebb): piros X, tök IX, zöld VIII, makk VII.

Nagy: piros ász, tök király, zöld felső, makk alsó

#### Vannak
négy ász; négy király; négy felső; négy alsó; négy X-es; négy IX-es; négy VIII-es; négy VII-es

#### Banda
Négy lap egy színből, erősségi sorrendjüket a lapok pontértékének összege dönti el (41-34). Azonos pontösszegű és különböző színű bandák esetén a szín dönt.

#### Aranyhármas
három ász; három király; három felső; három alsó; három X-es; három IX-es; három VIII-es; három VII-es

#### Háromszoros
Három lap egy színből, erősségi sorrendjüket a lapok pontértékének összege dönti el (31-24). Azonos pontösszegű, de különböző színű háromszorosok esetén a szín dönt. Azonos pontösszegű és azonos színű "háromszorosok" esetén a legrangosabb lap határozza meg az erősorrendet.

#### Két ász
Két ász (más pár nem értékes kombináció). Két darab "két ász" közül az a rangosabb, amelyikben a piros ász van.

#### Ferbli
Két lap egy színből, erősségi sorrendjüket a lapok pontértékének összege dönti el (21-15). Azonos pontösszegű, de különböző színű ferblik esetén a szín dönt. Azonos pontösszegű és azonos színű ferblik esetén a legrangosabb lap határozza meg az erősorrendet.

#### Szingli
Négy különböző színű lap egy kézben (nem girigáré), csak a legmagasabb pontértékű lap vesz részt az összehasonlításban. A szinglik erősségi sorrendjét a pontérték dönti el (11-7). Azonos pontérték, de különböző színű szingli esetén a szín dönt. Azonos pontértékű és azonos színű szingli esetén a lap rangja határozza meg az erősorrendet.

### Osztás és licitálás
Az osztás jobb kéz felé történik. Az osztó először 2-2 lapot ad mind társának, és utoljára saját magának is.

A játékosok bankemelési akciók sorozata (licitálás) révén próbálják egymást elriasztani (blöff), illetve vélt nyereségüket növelni. A licitálás nem körkörösen történik (mint a pókerben), hanem oda-vissza alapon, jobb kéz felé indítva, a hívó és visszahívó között, mindaddig, amíg az egyik már nem hív vissza. Kezdésnél a hívó az osztó jobb oldali szomszédja (aki először kapott lapot), a visszahívó pedig az osztó. A hívó illetve a visszahívó (osztó) jogköre az illető játékos kiválása vagy passzolása esetén tovább öröklődik, jobb felé illetve bal felé. A közbülső játékosok (a blind kivételével) nem emelhetnek, csak tarthatják a tétet.

Alapszabály, hogy a játékban lévő játékosoknak egy-egy licitsor után azonos mennyiségű pénze legyen a bankban.
Vizi: Ez a legkisebb tét. Ennél kisebb tétre nincs lehetőség. 

Az osztó beteszi a bankba a vizi annyi szorosát, mint ahányan játszanak, aztán jobb kéz felé oszt 2-2 lapot minden játékosnak. A játékosok megnézik és értékelik lapjaikat.
Besszerelés: Ez a két lapból való licitálás (bankemelési akciók sorozata).

Az osztó jobb oldali szomszédja (hívó) nyilatkozik először, hogy emel vagy passzol. Ha emel, akkor aki játszani akar, az megadja, sőt a visszahívó (az osztó vagy kiválása esetén az előtte ülő bent maradt játékos, az utolsó megadó) visszahívhat. 

Ezzel kialakulhat hívások és visszahívások sorozata (aki nem adja meg, az kiszáll). Emelni maximum a mindenkori bank összegével lehet.

Ha a hívó első alkalommal passzol ("forpassz": ezzel még nem száll ki a játékból, csak nem emel - lehet, hogy falból teszi), akkor a hívás jogköre átszáll a jobbján ülő játékosra, a visszahívó pedig ő lesz (hacsak ki nem száll a játékból). Ha a hívó egyszer már emelt, akkor akár a visszahívó, akár a hívó egy (az aktuális emelés megadását követő) passzal lezárhatja a licitnek ezt a szakaszát. Ha senki sem kezdeményezett bankemelést, vagy a hívás-visszahívás befejeződött, akkor következik a "kósta".
Kósta: Ez az osztó egyedi bankemelési lehetősége, kiválása esetén jogköre átszáll az előtte ülőre (bal oldali szomszéd).
Az osztó, ha kóstáltatni akar, a következő 2-2 lapot egyesével osztja ki, ha nem, akkor kettesével. Ezeket a lapokat a játékosok egyelőre nem vehetik fel az asztalról. Viszont kérhetik blindre (egyiket vagy mindkettőt), akkor az osztó színükkel lefelé helyezi azt (azokat) az asztalra, egyébként színükkel felfelé, hogy mindenki láthassa. Az osztó saját magának csak akkor oszt, amikor már minden más játékosnak kiosztotta a második két lapot.

A kóstáltatás abból áll, hogy az osztó további banknöveléshez köti az egyes lapok kiosztását (akár mindegyik lap esetén). Minden emelést, minden játszani szándékozó játékosnak meg kell adni (blindre vagy megnézés után, de ha rejtett lapot mégis megnézte, akkor fel kell fordítani, hogy mindenki láthassa), aki nem adja meg, az kiszáll. Az osztó sajátmagát nem kóstáltathatja, viszont ha az utoljára lapot kapó játékos utolsó lapját is kóstáltatja, akkor az osztói (visszahívói) jogkör átszáll az említett balján ülő játékosra, aki a régi osztó lapjait is megadóztathatja. A kósta maximális összege egy lap tekintetében a vizi kétszerese. Ha mindenkinek kiosztották a második két lapját (amelyek egyelőre az asztalon maradnak - rejtve vagy felfordítva), akkor a csere előtti licit következik.
Csere előtti licit: Ez a négy lapból való licitálás nagy vonalakban ugyanúgy történik, mint a besszerelésben (ezt is a hívó kezdeményezheti).

Különbségek: Ha senki sem kezdeményezett bankemelést, akkor cukassza (lásd a végén).
Ha a hívó kezdeményezett bankemelést, és ő vagy a visszahívó már lezárta azt, akkor még a blindelők (a hívó és a visszahívó is lehet) sorban bankemelési akciót kezdeményezhetnek, időlegesen átvéve a hívó szerepét. A visszahívó a bal oldali szomszédjuk lesz, és természetesen a visszahívó ilyenkor is visszahívhat.

A blindelők bankemelése: Ha az aktuális blindelő közben nem nézi meg az összes még rejtve lévő lapját, többször is indíthat bankemelési akciót:
- egy rejtett lap esetén kétszer;
- két rejtett lap esetén háromszor.

Ha eredetileg két rejtett lapja volt, de az egyiket felütötte, akkor összesen kétszer kezdeményezhet emelést (ha egyszer már emelt, akkor már csak egyszer);

Ha mindkettőt felütötte, akkor a továbbiakban már nem emelhet.

A blindelő emelési maximuma:
- egy rejtett lap esetén a vizi kétszerese;
- két rejtett lap esetén a vizi háromszorosa.

Ha már több emelés nincs, a játékosok felveszik az asztalon lévő lapjaikat, és ezután következik a csere.

### Csere
A játékban lévők kettő zárt, vagy egy zárt, vagy egy nyitott (auf) lapot cserélhetnek. A zárt cserénél előbb le kell tenni a szükségtelen lapokat, aufnál nem kell előre letenni egy lapot, azaz el lehet dönteni mit dobunk el, esetleg el is utasíthatjuk a cserét. A játékosok most azonnal a kezükbe veszik az újonnan kapott lapokat (nem kell megmutatni), a szükségtelen lapot az osztó a csomag alá teszi. Zárt cserénél most is lehetőség van blindelésre, ilyenkor a lap/lapok zártan az asztalon maradnak.
A hívó (aki most ismét az osztó jobbján ülő játékos) cserélhet először. Az osztónak külön joga, hogy mind a négy lapját is kicserélheti (hármat ő sem cserélhet), de ilyenkor nem blindelhet. A csere után újabb licit következik.

### Csere utáni licit
Ugyanúgy történik, mint a csere előtti licit. Minimális különbség, hogy abban az esetben, amikor a blindelő mégis meg akarja nézni egy vagy két zárt lapját, nyilván nem felüti, hanem felveszi azt/azokat (a szükségtelen lapjait már korábban letette).

Következményei ugyanazok, mint a csere előtti licitálásnál. A licit végén a blindelő játékosok is felveszik az asztalról minden lapjukat. Ha senki sem kezdeményezett bankemelést, akkor cukassza (lásd a végén).

### Lapértékelés
Ha egynél több játékos maradt állva a licitálások végén, akkor kiterítik lapjaikat és a legerősebb lapkombináció tulajdonosa, viheti ki a bankot. Ha csak egy maradt állva, akkor az övé a bank, és nem kell lapjait megmutatnia (kivéve cukassza esetén).

### Cukassza
Cukassza esetén a bank marad, és új osztás következik. Ebben a korábban a játékból kiszállt játékosok is részt vehetnek, ha a megfelelő különbözetet beteszik a bankba. Cukassza esetén az osztó a szokásos induló összeg dupláját teszi a bankba. A cukasszában csak az emelhet, aki rendelkezik egy megállapodás szerinti nyitóerővel, ezt a végén mindenképpen be kell mutatni (pl.: legalább 17-es ferbli).